# أحمد خالد المشاري
أحمد خالد عبد الله المشاري (1886 - 1942) شاعر كويتي ، ولد في مدينة الكويت ونشأ فيها وحين شبّ تنقّل بين عدد من البلدان إلى أن أستقرّ به المقام في الهند حيث عمل فيها نحوًا من أربعين عامًا، وكان يراسل أدباء الكويت ويزورها بين الحين والآخر ، له شعر حسن أوردته الكتب التي ترجمت له.

## سيرته
ولد أحمد خالد عبد الله مشاري في مدينة الكويت سنة 1886م/ 1304 هـ ، وتلقى تعليمه في الكتاتيب على يد عدد من علماء عصره ، وبعدها سافر إلى البحرين والعراق ، ثم استقر في الهند موظفًا لدى الشيخ قاسم آل إبراهيم لمدة طويلة. 
 ، وكان من أنصار عبد العزيز الرشيد واتجاهه الفكري التجديدي من منظور إسلامي وكان عضوًا بمجلس المعارف 1936 ، وببلدية الكويت 1938 ، وعضوًا بالصحة العامة 1942.

## شعره
نظم فيما ألفه شعراء عصره ، ووصف الطبيعة في إطار الغزل ، ومارس التشطير، وراسل الأصدقاء، واقترب في بعض قصائده من شكل الموشحة ، كما ان تتبدى في قصائده الوطنية والقومية ذات النزعة التحريضية المقاومة، وفي قصائده الاجتماعية تصوير لسلبيات السلوك الفردي والاجتماعي المؤدية إلى تخلف المجتمع.

## وفاته
توفي الشاعر أحمد خالد المشاري سنة 1942م/1361 هـ في مدينة الكويت مسقط رأسه.